# Ucecai
Ucecai (Ocekai, Usecai) ist ein osttimoresischer Suco im Verwaltungsamt Zumalai (Gemeinde Cova Lima).

## Geographie

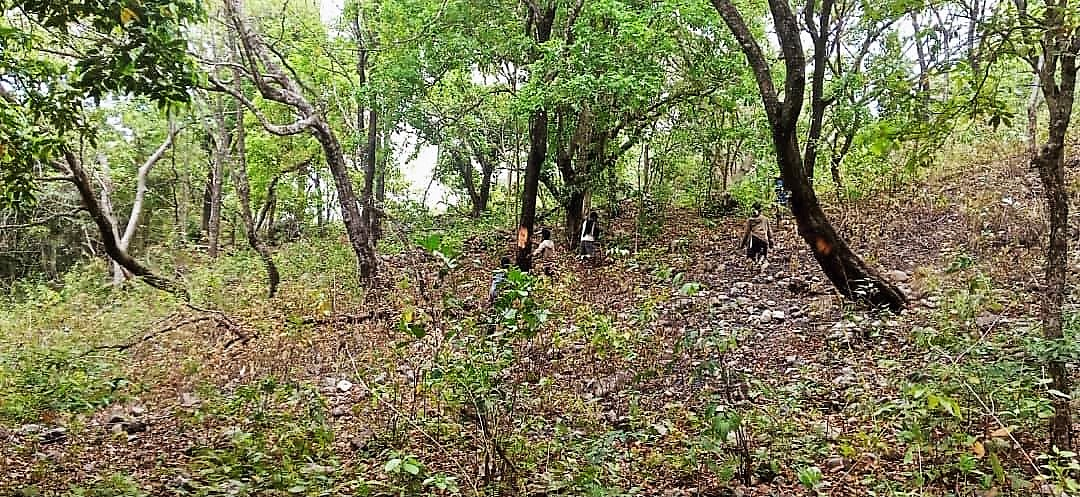
In waldigem Gelände

Vor der Gebietsreform 2015 hatte Ucecai eine Fläche von 19,96 km². Nun sind es 23,65 km². Der Suco bildet die Nordspitze des Verwaltungsamts Zumalai. Südlich liegen die ebenfalls zu Zumalai gehörenden Sucos Mape und Zulo. Nordwestlich liegen die Sucos Carabau und Cota Bo’ot (Verwaltungsamt Bobonaro, Gemeinde Bobonaro), nordöstlich die Sucos Mau-Ulo und Mau-Nuno (Verwaltungsamt Ainaro, Gemeinde Ainaro). Der Fluss Beleten durchquert das Zentrum des Sucos und folgt dann einem Teil der Grenze zu Mape, bevor er in den Mola mündet, dem Grenzfluss zu Mau-Nuno. Der Fatoro, ein weiterer Nebenfluss des Molas entspringt im Südwesten von Ucecai. Es gibt keine größeren zusammenhängenden Siedlungen im Suco. Die Hütten der Einwohner konzentrieren sich aber im Südosten Ucecais. Die nächste Straße ist fünf Kilometer durch gebirgiges Dschungelgelände entfernt.
Der Berg Lolo Ucecai (Mount Ucecai) liegt im Osten des Sucos. Er hat eine Höhe von 1163 m.
Im Suco befinden sich die zwei Aldeias Leudula und Reaçu.

## Einwohner

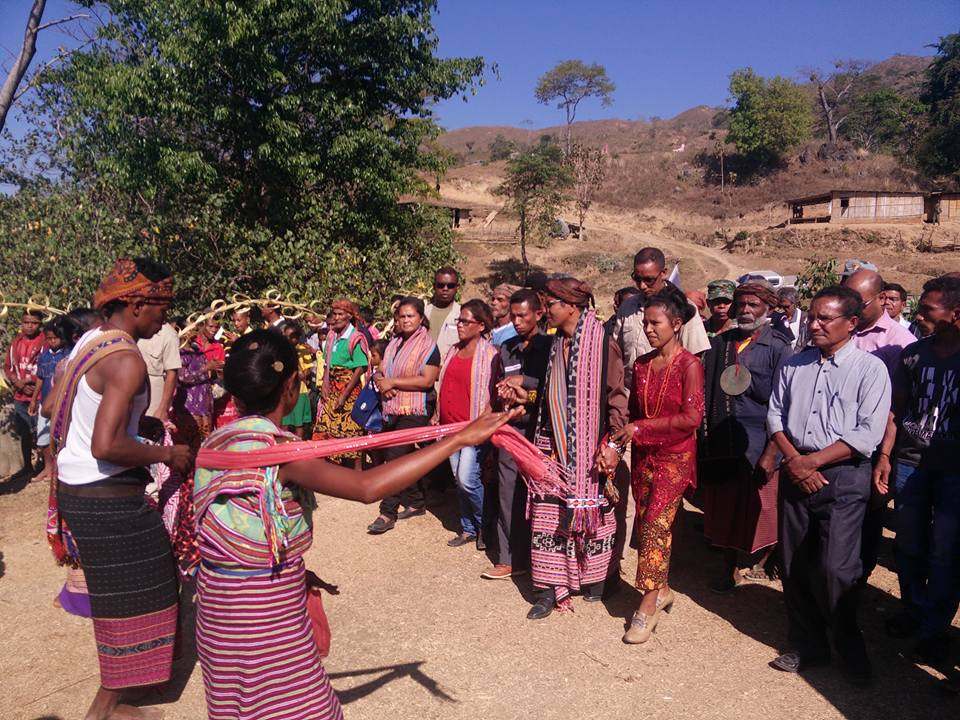
Präsident Taur Matan Ruak zu Gast in Ucecai (2015)

Im Suco leben nur 470 Einwohner (2022), davon sind 223 Männer und 247 Frauen. Im Suco gibt es 72 Haushalte. Fast 50 % der Einwohner geben Bunak als ihre Muttersprache an. Mehr als 28 % sprechen Kemak und mehr als 21 % Tetum Prasa.

## Politik
Bei den Wahlen von 2004/2005 wurde Carlito Maia zum Chefe de Suco gewählt. Bei den Wahlen 2009 gewann Jeronimo Caldas und 2016 António da Silva.